# Língua canjobal
Q'anjob'al (também Canjobal) é uma língua maia falada primariamente na Guatemala e em parte no México.Conforme estimativas de 1998 de SIL e de  Ethnologue, havia cerca de 77 mil falantes nativos, a maioria no Deperatamento de Huehuetenango. As municipalidades onde  Q'anjob'al (Canjobal) é falada são  San Juan Ixcoy (Yich K'ox), San Pedro Soloma (Tz'uluma' ), Santa Eulalia (Jolom Konob' ), Santa Cruz Barillas (Yalmotx), San Rafael La Independencia, San Miguel Acatán (Pedro Mateo Pedro 2010).

## Classificação
Canjobal faz parte do ramo Q'anjob'alan da família das línguas Maias. Essa família incluii 31 línguas, duas das quais estão hoje extintas. O ramo Q'anjob'alan inclui não apenas Q'anjob'al si, mas também a Chuj, a Acateca ea  Jacalteco, também faladas na Guatemala . As línguas Q'anjob'alan são conhecidos por estar entre os mais conservadores da família de língua maia, embora se encontrem aí inovações interessantes.

## Fonologia
Q'anjob'al apresenta 26 sons consoantes e 5 vogais. As letras de seu alfabeto latino são:
a, b', ch, ch', d, e, h, i, j, k, k', l, m, n, o, p, q, q', r, s, t, t', tx, tx', tz, tz', u, w, x, xh, y, and ' (oclusiva glotal). Não existem as letras F, G, V, Z.
O  ' em ch', k', q', t', tx', tz' representa uma ejetiva ou uma glotal egressiva, como se fosse a consoante acompanhada por um “puf” de ar vindo da glote..  A letra r em Q'anjob'al tem pouco uso, limitando-se a palavras de origem estrangeira, principalmente da língua castelhana, tais como roxax do espanho 'rosa'. Também é usada em relação a substantivos posicionais como k'arari 'ruido de um motor velho ou o próprio', jeran 'estar em forma ou posição quebrada'. As letras  tx e x representam consoantes retroflexivas, pronunciadas com a língua enrolada para trás na boca. Acredita-se que tal retroflexão do Q'anjob'al seja uma influência da língua mam.
|         | Anterior | Central | Posterior |
| ------- | -------- | ------- | --------- |
| Fechada | i        |         | u         |
| Média   | e        |         | o         |
| Aberta  |          | a       |           |

|             | Bilabial | Bilabial  | Alveolar | Alveolar  | Postalveolar | Postalveolar | Retroflex | Retroflex | Velar  | Velar   | Uvular | Uvular    | Glotal |
|             | plain    | implosiva | plana    | ejetiva   | plana        | ejetiva      | plana     | ejetiva   | plana  | ejetiva | plana  | implosiva | Glotal |
| ----------- | -------- | --------- | -------- | --------- | ------------ | ------------ | --------- | --------- | ------ | ------- | ------ | --------- | ------ |
| Nasal       | m /m/    |           | n /n/    |           |              |              |           |           | n /ŋ/  |         |        |           |        |
| Oclusiva    | p /pʰ/   | b' /ɓ/    | t /tʰ/   | t' /tʼ/   |              |              |           |           | k /kʰ/ | k' /kʼ/ | q /qʰ/ | q' /ʠ/    | ' /ʔ/  |
| Africada    |          |           | tz /tsʰ/ | tz' /tsʼ/ | ch /tʃʰ/     | ch' /tʃʼ/    | tx /tʂʰ/  | tx' /tʂʼ/ |        |         |        |           |        |
| Fricativa   |          |           | s /sʰ/   |           | xh /ʃʰ/      |              | x /ʂ/     |           | j /χ/  |         |        |           |        |
| Aproximante | w /v/    |           | l /l/    |           | y /j/        |              |           |           | w /w/  |         |        |           |        |
| Vibrante    |          |           | r /ɾ/    |           |              |              |           |           |        |         |        |           |        |

### Tonicidade
A tonicidade em Q'anjob'al ém bem fácil de ser percebida.  Palavras isoladas e nos limites fionais da frase são tônicas na sílaba final.  Porém, palavras “dentro” da frase (não ao final da frase) têm como tônica a primeira sílaba.

## Amostra de texto
A yet yichbanil, max yesnej aj Dios satcan c'al tx'otx' tx'otx'. A yet jun tiempoal tu', uchquiltak yayji yiban tx'otx' tx'otx' ti' car tz'inini yili, naba aejlak c'al el masanil, cax k'ekolinak yili masanil yiban. Axa yEspíritu Dios, chi ec' yiban a' tu'. Lajwi tu' max yalon Dios axca ti': "Ayokab sakk'inal, ẍi Cham". Cax max jaycan sakk'inal.
Português
No princípio, Deus criou o céu e a terra. A terra era sem forma e vazia e as trevas cobriram a águas profundas. O espírito de Deus pairava sobre as águas. O Deus disse: "Haja luz!" E, asim, se fez a luz.

## Lígações externas
- Comunidad Lingüística Q'anjob'al, community/sub-committee for Q'anjob'al at Academia de Lenguas Mayas de Guatemala [ALMG]
- Canjobal em em Native.Languages
- Canjobal em Fyristog
- Canjobal em Ethnologue
- Canjobal em GenCat
- Canjobal emFaculty.Las-Illinois
- Canjobal em Language.Museum
- Canjobal em Omniglot.com